# Webb 2.0

Ett taggmoln av engelskspråkiga ord relaterade till webb 2.0.

Webb 2.0 (engelska: web 2.0) är ett samlingsbegrepp som förklarades av Tim O'Reilly inför O'Reilly Medias konferens i oktober 2004 för nästa generation av webbtjänster och affärsmodeller på webben.

## Om webb 2.0
Gemensamt för webb 2.0 är att användarna ska ha stora möjligheter till interaktivitet och samarbete. Enligt O'Reilly ska en webbplats uppfylla fyra villkor för att få definieras som webb 2.0:
1. Användaren ska själv kunna vara med och bidra till sajtens innehåll, se användarskapat innehåll.
2. Användaren ska kunna ha kontroll över sin information.
3. Designen ska vara fyllig, interaktiv och användbar.
4. Användandet av AJAX-teknologi.

Exempel på webbtjänster som uppfyller Tim O'Reillys kriterier för webb 2.0 är Flickr, Facebook och Wikipedia.
O'Reilly menar att begreppet var att betrakta som ett påstående om webbens återkomst efter dotcom-kraschen, inte som ett versionsnummer i mjukvara, och pratar om "Web Squared" som nästa generation. Tim Berners-Lee, erkänd som grundaren till world wide web, har också påpekat att den teknologiska infrastrukturen som möjliggör webb 2.0 har funnits sedan det tidiga internets tid.

## Enterprise 2.0
Utifrån tankarna om webb 2.0 myntade Harvardprofessorn Andrew McAfee begreppet Enterprise 2.0 för att beskriva hur företag kan använda webb 2.0-teknologier och dra nytta av de fördelar som detta innebär inom samarbete, informationsspridning och organisering.
McAfee menar att Enterprise 2.0 har sex stycken huvudkomponenter som han förkortar till SLATES. Dessa står för:
- Search, syftar på en användares möjligheter att söka efter och hitta det den letar efter.
- Links, ett stort nät av länkar medför att sökmotorers funktion ökar och fungerar bättre.
- Authoring, syftar på att öka antalet medarbetare att bidra och ändra information på informationsplattformar.
- Tags, möjligheten att tagga innehåll med nyckelord vilket möjliggör folksonomier som kompletterar formella kategoriseringssystem.
- Extensions, möjligheten för datorsystem att utifrån olika medlemmar kunna se samband och ge tillbaka värdefull information till användarna, exempelvis brukar onlinewebbshoppar använda funktioner som "andra användare som köpt denna produkt brukar även köpa denna produkt..."
- Signals, möjligheten för användare att kunna ta emot signaler när information har ändrats eller lagts till, exempelvis genom RSS-flöden.

Dessa komponenter har kritiserats av Dion Hinchcliffe och Niall Cook för att vara alltför tekniska och inte ta upp de sociala och informella delarna av Enterprise 2.0. Hinchcliffe har presenterat en extension av SLATES där han tar med begreppen Freeform, Network-oriented samt Social och han kallar sin modell för FLATNESSES.

## Stavning
Engelskans web 2.0 syftar dels på web i betydelsen webben, dels på en helt ny version, formulerade enligt numreringen av datorprogram. Denna numreringsstandard används även på modern svenska, trots att svenskan i övrigt använder komma som decimaltecken. Svenska institutioner namnger främst begreppet som webb 2.0, i enlighet med den försvenskade stavningen webb.